# Sthenias grisator
Sthenias grisator es una especie de escarabajo longicornio del género Sthenias, tribu Pteropliini, subfamilia Lamiinae. Fue descrita científicamente por Fabricius en 1787.
El período de vuelo ocurre en los meses de enero, julio, agosto, septiembre, octubre, noviembre y diciembre.

## Descripción
Mide 15-25 milímetros de longitud.

## Distribución
Se distribuye por India.